# Década de 870 a.C.

## Eventos e tendências
- 879 a.C. - Morte de Chou yi, Rei da Dinastia Chou da China.
- 879 a.C. - Calu é dedicado. Alguns historiadores dizem que Assurnasirpal II oferece um banquete para 69.574 pessoas para celebrá-lo.
- 878 a.C. - Chou li torna-se rei da dinastia Chou da China.
- 877 a.C. - Parsvanata, o 23º tirtancara do jainismo nasceu na Índia.[1][2]
- 874 a.C. - Sisaque II sucede a Taquelote I como rei da Vigésima segunda dinastia do Egito.
- 874 a.C. - Acabe torna-se rei de Israel (data aproximada).
- 872 a.C. - Uma inundação excepcionalmente alta do Nilo cobre o chão do Templo de Luxor.
- 872 a.C. - Osocor II sucede a Sisaque II como rei da Vigésima segunda dinastia do Egito.